# 约翰斯顿 (爱荷华州)
约翰斯顿（英語：Johnston），是美國城市，位於美國艾奥瓦州波克县。根據2010年的人口普查中，當地人口為17,278。

## 地理
約翰斯頓的座標為41°40′17″N 93°42′21″W / 41.67139°N 93.70583°W，而該地的平均海拔高度為253米（即830英尺）。
根据美国人口调查局數據，该城市的总面积為18.37平方英里（47.58平方），其中包括17.16平方英里（44.44平方）的土地和1.21平方英里（3.13平方）的水。

## 外部連結
- 官方网站
- 约翰斯顿商会 （页面存档备份，存于）